# فرانسواز اردی
فرانسواز اردی (فرانسوی: Françoise Hardy‎؛ ۱۷ ژانویهٔ ۱۹۴۴ – ۱۱ ژوئن ۲۰۲۴) خواننده و بازیگر اهل فرانسه بود. اردی چهره‌ای سرشناس در مد و موسیقی بود که از سال ۱۹۶۱ میلادی فعالیت می‌کرد.
از فیلم‌هایی که وی در آنها نقش داشته است می‌توان به مذکر، مؤنث، این دنیای دیوانه دیوانه ترانه و تازه چه خبر پوسی‌کت؟ اشاره کرد.
فرانسواز اردی در ۱۱ ژوئن ۲۰۲۴  بر اثر سرطان حنجره در سن ۸۰ سالگی درگذشت.